# Jutte Schomakers
Jutte Schomakers, genannt die Herdesche (1475 in Braunschweig nachgewiesen) wurde in jenem Jahr in der Stadt der „Zauberei“ angeklagt und überführt. Es handelt sich dabei um den ältesten belegten „Hexenprozess“ im Land Braunschweig.

## Leben
Über das Leben Jutte Schomakers’ vor und nach dem „Hexenprozess“ ist nichts bekannt.
1475 wurde sie im historischen Braunschweiger Weichbild Neustadt der „Zauberei“ angeklagt und für schuldig befunden. Sie wurde jedoch nicht zum Tode verurteilt, sondern nach abgeleisteter Urfehde auf fünf Meilen (ca. 37 km) aus der Stadt verbannt.
Ihr Fall ist Im Verfestungsbuch der Neustadt festgehalten.